# Brigade Mixte Mobile
A Brigada Mista Móvel (em francês:  Brigade Mixte Mobile, BMM) é uma antiga unidade da polícia secreta paramilitar da República dos Camarões, a maior das quais localizada em Iaundé.
A brigada operava algumas prisões e locais de tortura para presos políticos no país.